# エミリア・プラテル

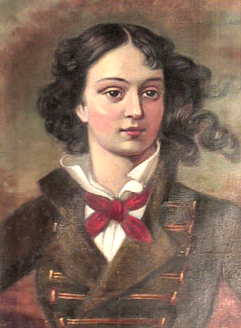
エミリア・プラテル

エミリア・プラテル（ポーランド語:Emilia Plater；リトアニア語:Emilija Pliaterytė、1806年11月13日 - 1831年12月23日）は、ポーランド・リトアニアの貴族、革命家、軍人。伯爵夫人。11月蜂起に参加し、かつてのポーランド・リトアニア共和国を構成していたポーランド、リトアニア、ベラルーシの国民的英雄となった。

## 生涯

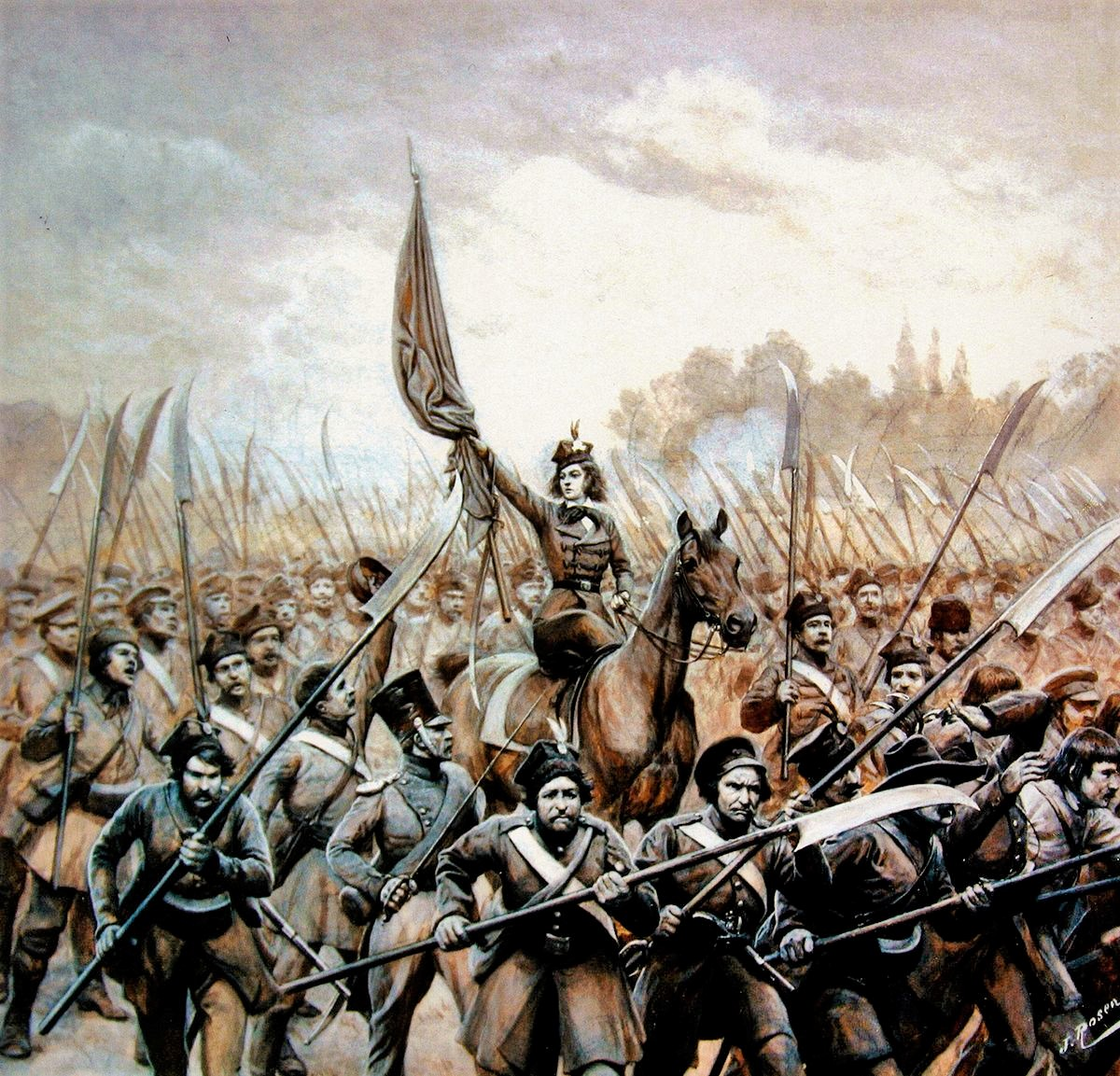
鎌を武器としたポーランドの農民兵を率いるエミリア
ヤン・ローセンによる版画（19世紀）

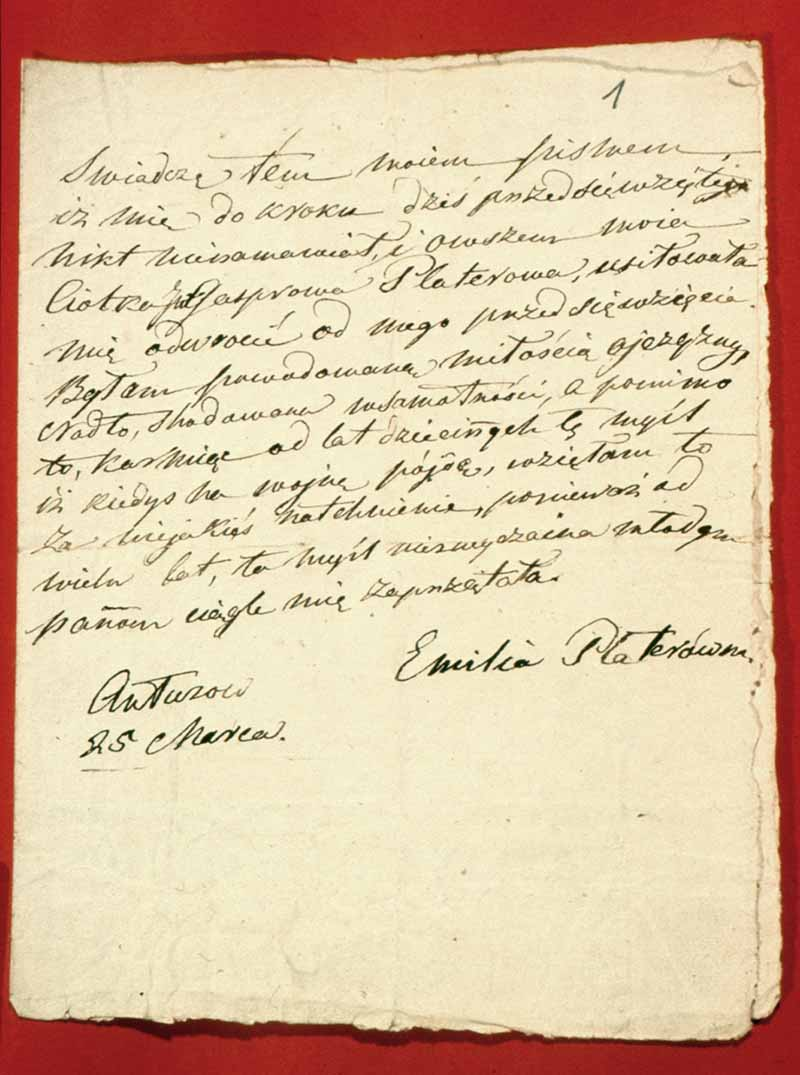
エミリアが11月蜂起に参加することを誓った宣言書（エミリアの自筆、ポーランド語）

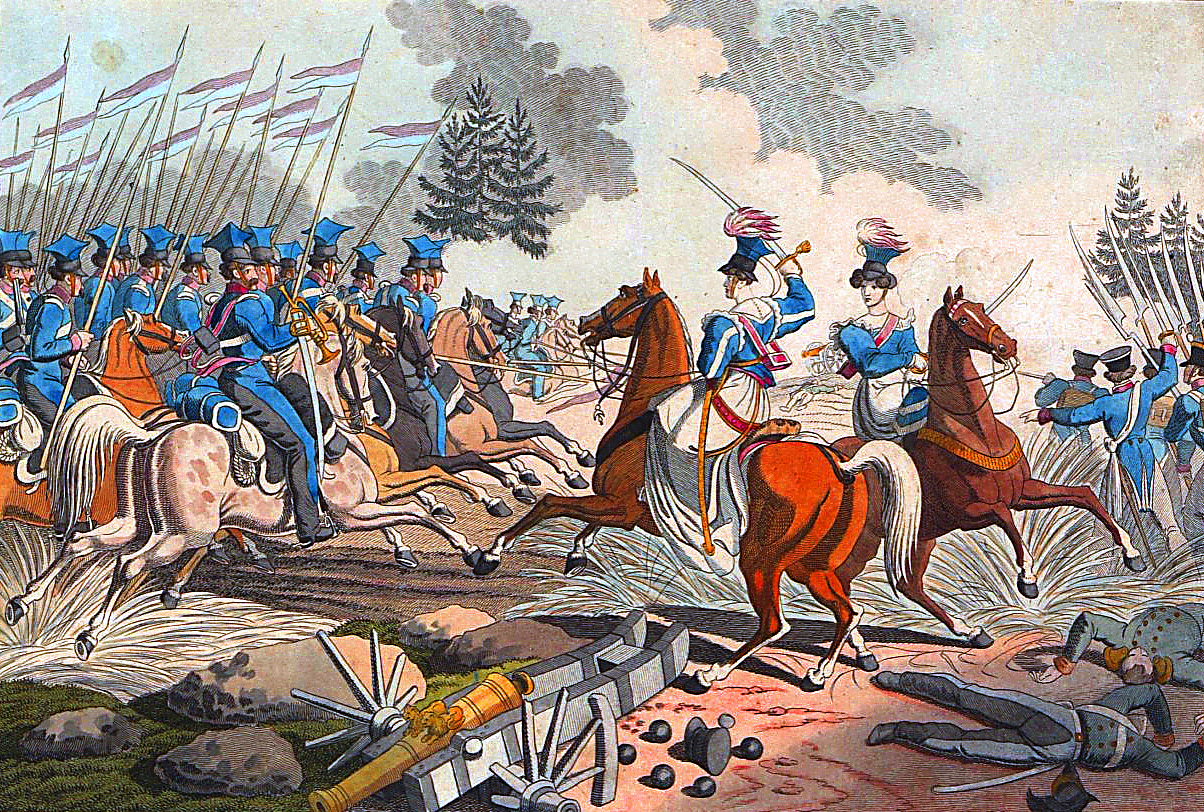
ランスや銃を武器としたポーランド騎兵を率いるエミリア
ゲオルグ・ベネディクト・ヴュンダーによる版画（19世紀）

エミリアは1806年にヴィリニュスで生まれた。一族はその先祖がドイツ・ヴェストファーレンからリヴォニアに移って定住したポーランド貴族（シュラフタ）の家柄だった。父フランチシェク・クサヴェリ・プラテルと母アンナ（旧性モール）はエミリアが9歳の時に離婚したため、彼女はリヴォニアのリークスナ（現在のラトビア）に領地をもつ遠い親戚プラテル＝ジベク家に引き取られて養育された。エミリアは十分な教育を受け、独立運動家タデウシュ・コシチュシュコや詩人アダム・ミツキェヴィチに感化を受けた。また彼女はジャンヌ・ダルクや、トルコ人に対するギリシア独立運動の象徴だったラスカリナ・ブブリナのような女性英雄に憧れるようになった。こうした性格のせいで、彼女は幼い頃から馬術や射撃に興味をもつ、19世紀初頭の貴族の娘らしからぬ少女であった。
1829年、エミリアは旧ポーランド・リトアニア共和国領へのグランド・ツアーに赴いたが、母親が死んだために帰宅した。翌年、ポーランドではロシア帝国政府に対する11月蜂起が始まったが、旧リトアニア大公国では初期段階では直接的な影響を受けることはなく、反皇帝派の運動も存在しなかった。そこでエミリアは自分自身でリトアニアでゲリラ運動を組織することを決めた。彼女は髪を切って軍服を着け、志願兵を募って武装させた。この集団は歩兵280人、騎兵60人、大鎌で武装した数百人の農民からなっていた。
エミリアはダウガフピルス（ディナブルク）からリトアニアに入り、軍勢を率いて1831年4月にザラセイの町を包囲した。エミリアの部隊はダウガフピルスに一旦帰ろうとしたが、偵察隊が同市が強力な守備隊に守られていることを知らせて来たため、小規模な部隊ではとても太刀打ち出来ないため、この作戦は取りやめになった。エミリアはジェマイティヤに撤退してからパネヴェジスへと歩を進め、そこでカロル・ザウスキの部隊と合流した。その直後、デズィデリ・フワポフスキが大軍を率いて同地に到着したため、旧リトアニア大公国の蜂起軍の全てが結集した。
伝えられるところでは、フワポフスキはエミリアに身を引いて家に帰るよう説得した。この時、彼女は父祖の地に完全な自由をもたらすまでは軍服を脱ぐことはない、と返答したという。エミリアの決意は受け入れられ、彼女はポーランド軍リトアニア歩兵連隊の連隊長となった。エミリアは目覚ましい活躍をし、当時の女性兵士に与えられた中では最高の等級である大尉にまで昇進した。しかし結局ポーランド軍は敗北し、フワポフスキ将軍はプロイセン国境を越えて亡命することを決めた。彼女は将軍の命令に従わず、戦線を突破してワルシャワへ向かい、戦いを続けようとした。しかしエミリアは重い病に倒れ、1831年12月23日、ユスティナヴァスにあるアブワモヴィチ家の屋敷で息を引き取った。

## 遺産

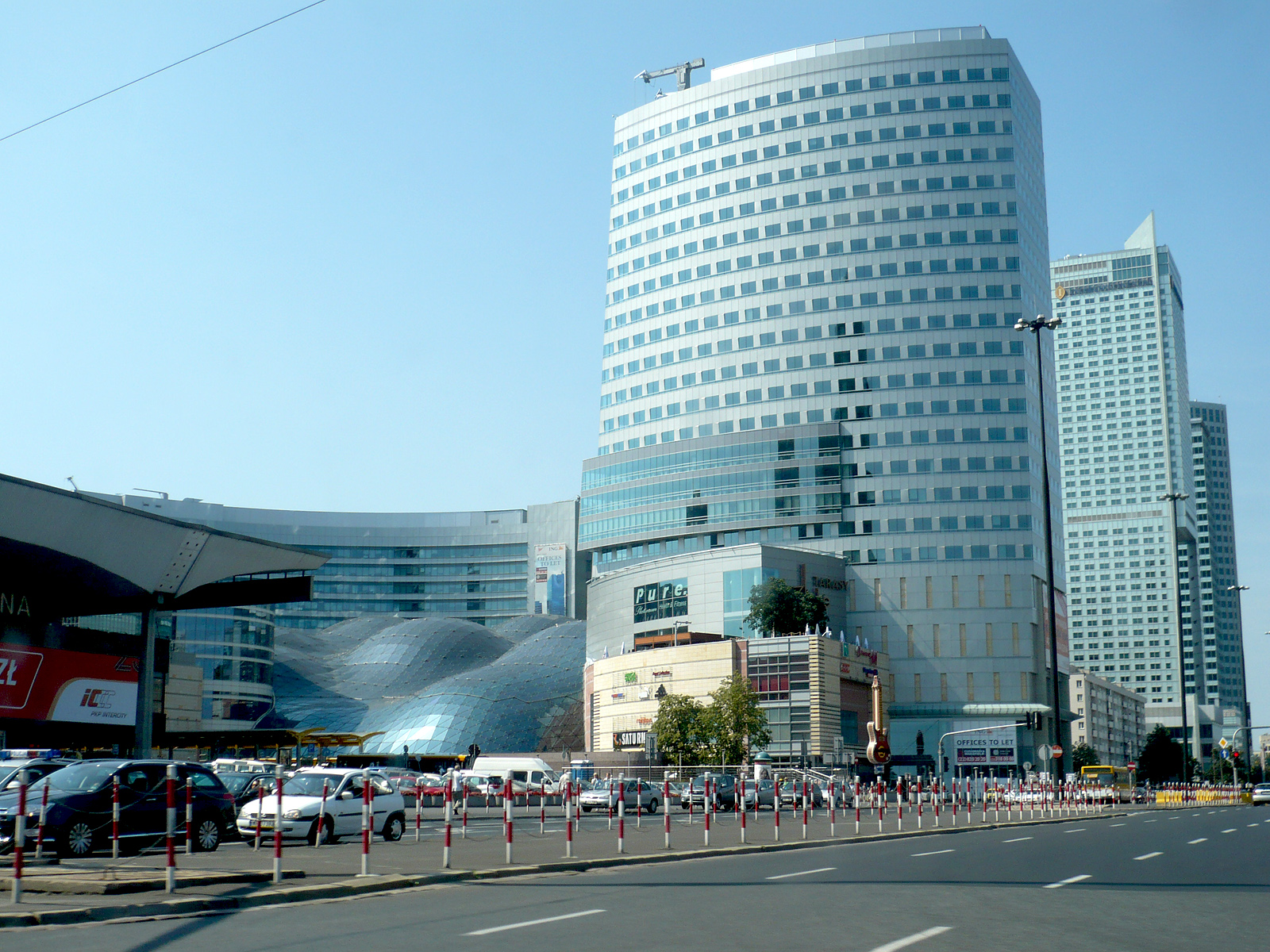
ポーランド・ワルシャワの金融街「エミリア・プラテル通り」
ウィーンを凌ぐ中東欧最大規模の金融街で、ワルシャワ中央駅の脇を通っている

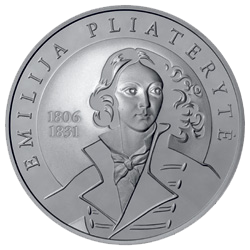
エミリア・プラテルを顕彰するリトアニアの記念リタス貨

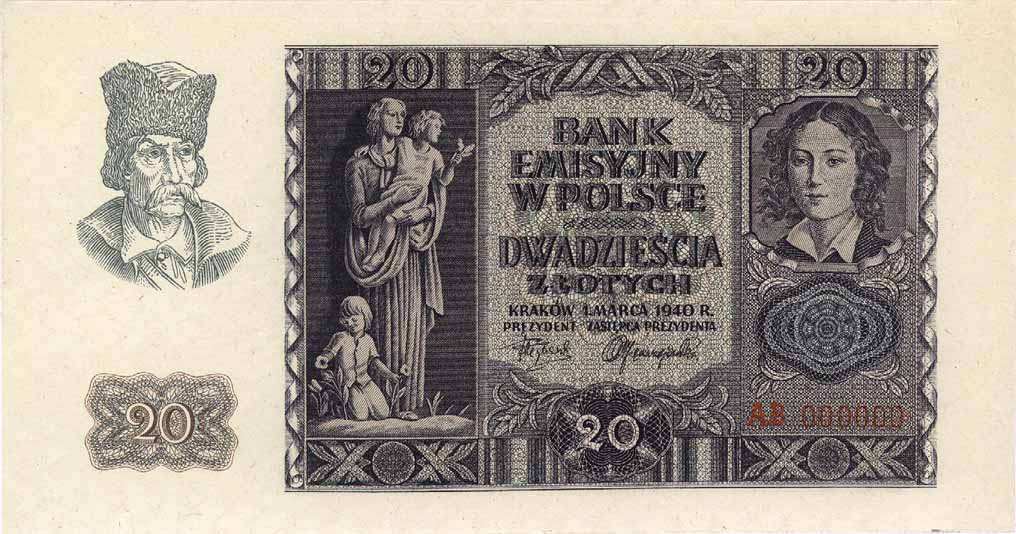
エミリアが描かれたポーランドの20ズウォティ紙幣（ナチス・ドイツが占領していた時の1940年）

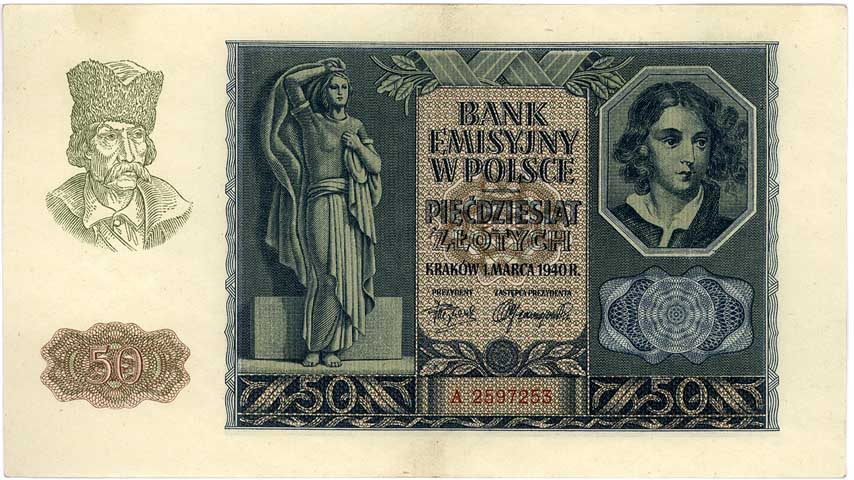
エミリアが描かれたポーランドの50ズウォティ紙幣（ナチス・ドイツが占領していた時の1940年）

彼女の死の報はすぐに公表され、エミリア・プラテルは蜂起を象徴する人物の一人になった。戦う救国の少女のイメージが、ポーランド、リトアニアなどの諸国で創られていった。アダム・ミツキェヴィチは詩「大佐の死（Śmierć pułkownika）」の中で彼女の名を不朽のものにした。ただし、その詩に描かれた彼女は純粋に詩的フィクションであり、彼女の実人生は大雑把に参考にされているだけである。
彼女の生涯を扱った文芸作品は、ミツキェヴィチの他にも亡命ポーランド人や外国作家によって執筆された。ゲオルク・ビューヒナー、コンスタンティ・ガシンスキ、アントニ・オディニェツ、ヴワディスワフ・ブフネルなどがエミリアの生涯を描き、ユゼフ・ストラシェヴィチが執筆した伝記はフランスで3版を数えた。1842年にはJ・K・サロモンスキがニューヨークで彼女の英語の伝記を出版した。
彼女は同時代の画家の絵画の主題としても盛んに描かれた。彼女を描いたのはイッポリート・ベランジェ、アシール・ドヴェリア、フィリップ・ファイト、フランソワ・ド・ヴィヤン、ヴォイチェフ・コッサクなどである。
エミリアはポーランド第二共和国の20ズウォティ紙幣や50ズウォティ紙幣に描かれたこともある。第2次世界大戦中、ポーランド第1タデウシュ・コシチュシュコ連隊に所属した女性部隊も「エミリア・プラテル」の名を冠していた。ポーランドの大都市にはたいていエミリアの名前の付いた通りがある。